# Evgenij Nikolaevič Somov
Evgenij Nikolaevič Somov-Nasimovič, in russo Евгений Николаевич Сомов-Насимович? (Mosca, 1910 – Mosca, 1942), è stato un compositore di scacchi russo.
Nato Evgenij Nikolaevič Nasimovič, pubblicò tutti i suoi lavori con lo pseudonimo "Somov".
È noto soprattutto come compositore di studi, ma ha composto anche alcuni problemi. Molti suoi studi sono basati su idee originali e brillanti, con svolgimenti spettacolari. Nel 1928 pubblicò un problema che sfruttava una nuova idea, ora nota come tema Somov (detto anche "tema B"): «la chiave costringe il nero ad abbandonare una linea A, permettendo matti di interferenza su una linea B».
Dal 1932 al 1938 fu redattore, assieme a Sergej Kaminer, della sezione studi della rivista « 64 ».
Appassionato di letteratura russa, era amico delle sorelle Marina e Anastasia Cvetaeva.
Di professione era un correttore di bozze per il quotidiano Izvestija
Morì all'età di soli 32 anni durante la battaglia di Mosca.
Un suo studio:
|   | a | b | c | d | e | f | g | h |   |
| 8 | h8 alfiere del nero · c7 torre del bianco · f7 pedone del bianco · g7 donna del nero · e6 alfiere del nero · g6 alfiere del bianco · e5 pedone del bianco · b2 pedone del bianco · c2 pedone del bianco · f2 re del nero · a1 re del bianco | h8 alfiere del nero · c7 torre del bianco · f7 pedone del bianco · g7 donna del nero · e6 alfiere del nero · g6 alfiere del bianco · e5 pedone del bianco · b2 pedone del bianco · c2 pedone del bianco · f2 re del nero · a1 re del bianco | h8 alfiere del nero · c7 torre del bianco · f7 pedone del bianco · g7 donna del nero · e6 alfiere del nero · g6 alfiere del bianco · e5 pedone del bianco · b2 pedone del bianco · c2 pedone del bianco · f2 re del nero · a1 re del bianco | h8 alfiere del nero · c7 torre del bianco · f7 pedone del bianco · g7 donna del nero · e6 alfiere del nero · g6 alfiere del bianco · e5 pedone del bianco · b2 pedone del bianco · c2 pedone del bianco · f2 re del nero · a1 re del bianco | h8 alfiere del nero · c7 torre del bianco · f7 pedone del bianco · g7 donna del nero · e6 alfiere del nero · g6 alfiere del bianco · e5 pedone del bianco · b2 pedone del bianco · c2 pedone del bianco · f2 re del nero · a1 re del bianco | h8 alfiere del nero · c7 torre del bianco · f7 pedone del bianco · g7 donna del nero · e6 alfiere del nero · g6 alfiere del bianco · e5 pedone del bianco · b2 pedone del bianco · c2 pedone del bianco · f2 re del nero · a1 re del bianco | h8 alfiere del nero · c7 torre del bianco · f7 pedone del bianco · g7 donna del nero · e6 alfiere del nero · g6 alfiere del bianco · e5 pedone del bianco · b2 pedone del bianco · c2 pedone del bianco · f2 re del nero · a1 re del bianco | h8 alfiere del nero · c7 torre del bianco · f7 pedone del bianco · g7 donna del nero · e6 alfiere del nero · g6 alfiere del bianco · e5 pedone del bianco · b2 pedone del bianco · c2 pedone del bianco · f2 re del nero · a1 re del bianco | 8 |
| 7 | h8 alfiere del nero · c7 torre del bianco · f7 pedone del bianco · g7 donna del nero · e6 alfiere del nero · g6 alfiere del bianco · e5 pedone del bianco · b2 pedone del bianco · c2 pedone del bianco · f2 re del nero · a1 re del bianco | h8 alfiere del nero · c7 torre del bianco · f7 pedone del bianco · g7 donna del nero · e6 alfiere del nero · g6 alfiere del bianco · e5 pedone del bianco · b2 pedone del bianco · c2 pedone del bianco · f2 re del nero · a1 re del bianco | h8 alfiere del nero · c7 torre del bianco · f7 pedone del bianco · g7 donna del nero · e6 alfiere del nero · g6 alfiere del bianco · e5 pedone del bianco · b2 pedone del bianco · c2 pedone del bianco · f2 re del nero · a1 re del bianco | h8 alfiere del nero · c7 torre del bianco · f7 pedone del bianco · g7 donna del nero · e6 alfiere del nero · g6 alfiere del bianco · e5 pedone del bianco · b2 pedone del bianco · c2 pedone del bianco · f2 re del nero · a1 re del bianco | h8 alfiere del nero · c7 torre del bianco · f7 pedone del bianco · g7 donna del nero · e6 alfiere del nero · g6 alfiere del bianco · e5 pedone del bianco · b2 pedone del bianco · c2 pedone del bianco · f2 re del nero · a1 re del bianco | h8 alfiere del nero · c7 torre del bianco · f7 pedone del bianco · g7 donna del nero · e6 alfiere del nero · g6 alfiere del bianco · e5 pedone del bianco · b2 pedone del bianco · c2 pedone del bianco · f2 re del nero · a1 re del bianco | h8 alfiere del nero · c7 torre del bianco · f7 pedone del bianco · g7 donna del nero · e6 alfiere del nero · g6 alfiere del bianco · e5 pedone del bianco · b2 pedone del bianco · c2 pedone del bianco · f2 re del nero · a1 re del bianco | h8 alfiere del nero · c7 torre del bianco · f7 pedone del bianco · g7 donna del nero · e6 alfiere del nero · g6 alfiere del bianco · e5 pedone del bianco · b2 pedone del bianco · c2 pedone del bianco · f2 re del nero · a1 re del bianco | 7 |
| 6 | h8 alfiere del nero · c7 torre del bianco · f7 pedone del bianco · g7 donna del nero · e6 alfiere del nero · g6 alfiere del bianco · e5 pedone del bianco · b2 pedone del bianco · c2 pedone del bianco · f2 re del nero · a1 re del bianco | h8 alfiere del nero · c7 torre del bianco · f7 pedone del bianco · g7 donna del nero · e6 alfiere del nero · g6 alfiere del bianco · e5 pedone del bianco · b2 pedone del bianco · c2 pedone del bianco · f2 re del nero · a1 re del bianco | h8 alfiere del nero · c7 torre del bianco · f7 pedone del bianco · g7 donna del nero · e6 alfiere del nero · g6 alfiere del bianco · e5 pedone del bianco · b2 pedone del bianco · c2 pedone del bianco · f2 re del nero · a1 re del bianco | h8 alfiere del nero · c7 torre del bianco · f7 pedone del bianco · g7 donna del nero · e6 alfiere del nero · g6 alfiere del bianco · e5 pedone del bianco · b2 pedone del bianco · c2 pedone del bianco · f2 re del nero · a1 re del bianco | h8 alfiere del nero · c7 torre del bianco · f7 pedone del bianco · g7 donna del nero · e6 alfiere del nero · g6 alfiere del bianco · e5 pedone del bianco · b2 pedone del bianco · c2 pedone del bianco · f2 re del nero · a1 re del bianco | h8 alfiere del nero · c7 torre del bianco · f7 pedone del bianco · g7 donna del nero · e6 alfiere del nero · g6 alfiere del bianco · e5 pedone del bianco · b2 pedone del bianco · c2 pedone del bianco · f2 re del nero · a1 re del bianco | h8 alfiere del nero · c7 torre del bianco · f7 pedone del bianco · g7 donna del nero · e6 alfiere del nero · g6 alfiere del bianco · e5 pedone del bianco · b2 pedone del bianco · c2 pedone del bianco · f2 re del nero · a1 re del bianco | h8 alfiere del nero · c7 torre del bianco · f7 pedone del bianco · g7 donna del nero · e6 alfiere del nero · g6 alfiere del bianco · e5 pedone del bianco · b2 pedone del bianco · c2 pedone del bianco · f2 re del nero · a1 re del bianco | 6 |
| 5 | h8 alfiere del nero · c7 torre del bianco · f7 pedone del bianco · g7 donna del nero · e6 alfiere del nero · g6 alfiere del bianco · e5 pedone del bianco · b2 pedone del bianco · c2 pedone del bianco · f2 re del nero · a1 re del bianco | h8 alfiere del nero · c7 torre del bianco · f7 pedone del bianco · g7 donna del nero · e6 alfiere del nero · g6 alfiere del bianco · e5 pedone del bianco · b2 pedone del bianco · c2 pedone del bianco · f2 re del nero · a1 re del bianco | h8 alfiere del nero · c7 torre del bianco · f7 pedone del bianco · g7 donna del nero · e6 alfiere del nero · g6 alfiere del bianco · e5 pedone del bianco · b2 pedone del bianco · c2 pedone del bianco · f2 re del nero · a1 re del bianco | h8 alfiere del nero · c7 torre del bianco · f7 pedone del bianco · g7 donna del nero · e6 alfiere del nero · g6 alfiere del bianco · e5 pedone del bianco · b2 pedone del bianco · c2 pedone del bianco · f2 re del nero · a1 re del bianco | h8 alfiere del nero · c7 torre del bianco · f7 pedone del bianco · g7 donna del nero · e6 alfiere del nero · g6 alfiere del bianco · e5 pedone del bianco · b2 pedone del bianco · c2 pedone del bianco · f2 re del nero · a1 re del bianco | h8 alfiere del nero · c7 torre del bianco · f7 pedone del bianco · g7 donna del nero · e6 alfiere del nero · g6 alfiere del bianco · e5 pedone del bianco · b2 pedone del bianco · c2 pedone del bianco · f2 re del nero · a1 re del bianco | h8 alfiere del nero · c7 torre del bianco · f7 pedone del bianco · g7 donna del nero · e6 alfiere del nero · g6 alfiere del bianco · e5 pedone del bianco · b2 pedone del bianco · c2 pedone del bianco · f2 re del nero · a1 re del bianco | h8 alfiere del nero · c7 torre del bianco · f7 pedone del bianco · g7 donna del nero · e6 alfiere del nero · g6 alfiere del bianco · e5 pedone del bianco · b2 pedone del bianco · c2 pedone del bianco · f2 re del nero · a1 re del bianco | 5 |
| 4 | h8 alfiere del nero · c7 torre del bianco · f7 pedone del bianco · g7 donna del nero · e6 alfiere del nero · g6 alfiere del bianco · e5 pedone del bianco · b2 pedone del bianco · c2 pedone del bianco · f2 re del nero · a1 re del bianco | h8 alfiere del nero · c7 torre del bianco · f7 pedone del bianco · g7 donna del nero · e6 alfiere del nero · g6 alfiere del bianco · e5 pedone del bianco · b2 pedone del bianco · c2 pedone del bianco · f2 re del nero · a1 re del bianco | h8 alfiere del nero · c7 torre del bianco · f7 pedone del bianco · g7 donna del nero · e6 alfiere del nero · g6 alfiere del bianco · e5 pedone del bianco · b2 pedone del bianco · c2 pedone del bianco · f2 re del nero · a1 re del bianco | h8 alfiere del nero · c7 torre del bianco · f7 pedone del bianco · g7 donna del nero · e6 alfiere del nero · g6 alfiere del bianco · e5 pedone del bianco · b2 pedone del bianco · c2 pedone del bianco · f2 re del nero · a1 re del bianco | h8 alfiere del nero · c7 torre del bianco · f7 pedone del bianco · g7 donna del nero · e6 alfiere del nero · g6 alfiere del bianco · e5 pedone del bianco · b2 pedone del bianco · c2 pedone del bianco · f2 re del nero · a1 re del bianco | h8 alfiere del nero · c7 torre del bianco · f7 pedone del bianco · g7 donna del nero · e6 alfiere del nero · g6 alfiere del bianco · e5 pedone del bianco · b2 pedone del bianco · c2 pedone del bianco · f2 re del nero · a1 re del bianco | h8 alfiere del nero · c7 torre del bianco · f7 pedone del bianco · g7 donna del nero · e6 alfiere del nero · g6 alfiere del bianco · e5 pedone del bianco · b2 pedone del bianco · c2 pedone del bianco · f2 re del nero · a1 re del bianco | h8 alfiere del nero · c7 torre del bianco · f7 pedone del bianco · g7 donna del nero · e6 alfiere del nero · g6 alfiere del bianco · e5 pedone del bianco · b2 pedone del bianco · c2 pedone del bianco · f2 re del nero · a1 re del bianco | 4 |
| 3 | h8 alfiere del nero · c7 torre del bianco · f7 pedone del bianco · g7 donna del nero · e6 alfiere del nero · g6 alfiere del bianco · e5 pedone del bianco · b2 pedone del bianco · c2 pedone del bianco · f2 re del nero · a1 re del bianco | h8 alfiere del nero · c7 torre del bianco · f7 pedone del bianco · g7 donna del nero · e6 alfiere del nero · g6 alfiere del bianco · e5 pedone del bianco · b2 pedone del bianco · c2 pedone del bianco · f2 re del nero · a1 re del bianco | h8 alfiere del nero · c7 torre del bianco · f7 pedone del bianco · g7 donna del nero · e6 alfiere del nero · g6 alfiere del bianco · e5 pedone del bianco · b2 pedone del bianco · c2 pedone del bianco · f2 re del nero · a1 re del bianco | h8 alfiere del nero · c7 torre del bianco · f7 pedone del bianco · g7 donna del nero · e6 alfiere del nero · g6 alfiere del bianco · e5 pedone del bianco · b2 pedone del bianco · c2 pedone del bianco · f2 re del nero · a1 re del bianco | h8 alfiere del nero · c7 torre del bianco · f7 pedone del bianco · g7 donna del nero · e6 alfiere del nero · g6 alfiere del bianco · e5 pedone del bianco · b2 pedone del bianco · c2 pedone del bianco · f2 re del nero · a1 re del bianco | h8 alfiere del nero · c7 torre del bianco · f7 pedone del bianco · g7 donna del nero · e6 alfiere del nero · g6 alfiere del bianco · e5 pedone del bianco · b2 pedone del bianco · c2 pedone del bianco · f2 re del nero · a1 re del bianco | h8 alfiere del nero · c7 torre del bianco · f7 pedone del bianco · g7 donna del nero · e6 alfiere del nero · g6 alfiere del bianco · e5 pedone del bianco · b2 pedone del bianco · c2 pedone del bianco · f2 re del nero · a1 re del bianco | h8 alfiere del nero · c7 torre del bianco · f7 pedone del bianco · g7 donna del nero · e6 alfiere del nero · g6 alfiere del bianco · e5 pedone del bianco · b2 pedone del bianco · c2 pedone del bianco · f2 re del nero · a1 re del bianco | 3 |
| 2 | h8 alfiere del nero · c7 torre del bianco · f7 pedone del bianco · g7 donna del nero · e6 alfiere del nero · g6 alfiere del bianco · e5 pedone del bianco · b2 pedone del bianco · c2 pedone del bianco · f2 re del nero · a1 re del bianco | h8 alfiere del nero · c7 torre del bianco · f7 pedone del bianco · g7 donna del nero · e6 alfiere del nero · g6 alfiere del bianco · e5 pedone del bianco · b2 pedone del bianco · c2 pedone del bianco · f2 re del nero · a1 re del bianco | h8 alfiere del nero · c7 torre del bianco · f7 pedone del bianco · g7 donna del nero · e6 alfiere del nero · g6 alfiere del bianco · e5 pedone del bianco · b2 pedone del bianco · c2 pedone del bianco · f2 re del nero · a1 re del bianco | h8 alfiere del nero · c7 torre del bianco · f7 pedone del bianco · g7 donna del nero · e6 alfiere del nero · g6 alfiere del bianco · e5 pedone del bianco · b2 pedone del bianco · c2 pedone del bianco · f2 re del nero · a1 re del bianco | h8 alfiere del nero · c7 torre del bianco · f7 pedone del bianco · g7 donna del nero · e6 alfiere del nero · g6 alfiere del bianco · e5 pedone del bianco · b2 pedone del bianco · c2 pedone del bianco · f2 re del nero · a1 re del bianco | h8 alfiere del nero · c7 torre del bianco · f7 pedone del bianco · g7 donna del nero · e6 alfiere del nero · g6 alfiere del bianco · e5 pedone del bianco · b2 pedone del bianco · c2 pedone del bianco · f2 re del nero · a1 re del bianco | h8 alfiere del nero · c7 torre del bianco · f7 pedone del bianco · g7 donna del nero · e6 alfiere del nero · g6 alfiere del bianco · e5 pedone del bianco · b2 pedone del bianco · c2 pedone del bianco · f2 re del nero · a1 re del bianco | h8 alfiere del nero · c7 torre del bianco · f7 pedone del bianco · g7 donna del nero · e6 alfiere del nero · g6 alfiere del bianco · e5 pedone del bianco · b2 pedone del bianco · c2 pedone del bianco · f2 re del nero · a1 re del bianco | 2 |
| 1 | h8 alfiere del nero · c7 torre del bianco · f7 pedone del bianco · g7 donna del nero · e6 alfiere del nero · g6 alfiere del bianco · e5 pedone del bianco · b2 pedone del bianco · c2 pedone del bianco · f2 re del nero · a1 re del bianco | h8 alfiere del nero · c7 torre del bianco · f7 pedone del bianco · g7 donna del nero · e6 alfiere del nero · g6 alfiere del bianco · e5 pedone del bianco · b2 pedone del bianco · c2 pedone del bianco · f2 re del nero · a1 re del bianco | h8 alfiere del nero · c7 torre del bianco · f7 pedone del bianco · g7 donna del nero · e6 alfiere del nero · g6 alfiere del bianco · e5 pedone del bianco · b2 pedone del bianco · c2 pedone del bianco · f2 re del nero · a1 re del bianco | h8 alfiere del nero · c7 torre del bianco · f7 pedone del bianco · g7 donna del nero · e6 alfiere del nero · g6 alfiere del bianco · e5 pedone del bianco · b2 pedone del bianco · c2 pedone del bianco · f2 re del nero · a1 re del bianco | h8 alfiere del nero · c7 torre del bianco · f7 pedone del bianco · g7 donna del nero · e6 alfiere del nero · g6 alfiere del bianco · e5 pedone del bianco · b2 pedone del bianco · c2 pedone del bianco · f2 re del nero · a1 re del bianco | h8 alfiere del nero · c7 torre del bianco · f7 pedone del bianco · g7 donna del nero · e6 alfiere del nero · g6 alfiere del bianco · e5 pedone del bianco · b2 pedone del bianco · c2 pedone del bianco · f2 re del nero · a1 re del bianco | h8 alfiere del nero · c7 torre del bianco · f7 pedone del bianco · g7 donna del nero · e6 alfiere del nero · g6 alfiere del bianco · e5 pedone del bianco · b2 pedone del bianco · c2 pedone del bianco · f2 re del nero · a1 re del bianco | h8 alfiere del nero · c7 torre del bianco · f7 pedone del bianco · g7 donna del nero · e6 alfiere del nero · g6 alfiere del bianco · e5 pedone del bianco · b2 pedone del bianco · c2 pedone del bianco · f2 re del nero · a1 re del bianco | 1 |
|   | a | b | c | d | e | f | g | h |   |

Soluzione:

1. Te7!  (minaccia 2. Te8)  Dxe5

2. f8=D+  Rg1!

3. c3  De1+

4. Ab1  Dxc3!

5. Tg7+!  Axg7

6. Df1+!!  Rxf1

7. Ad3+!  Re1

8. bxc  Rd2!

9. Ac2!  Rc1

10. Ab3!!  Axb3  patta. 